# Havas Creative
Havas Creative, раніше відома як Havas Worldwide та Euro RSCG, є французьким рекламним агентством. Це одне з найбільших агентств інтегрованих маркетингових комунікацій у світі, що складається з 316 офісів, розташованих у 75 країнах. Агентство надає послуги з реклами, маркетингу та корпоративних комунікацій.
У 2010 році Advertising Age включило агентство (тоді під назвою Euro RSCG) до списку агентств з найбільшою кількістю глобальних завдань п'ятий рік поспіль, що зробило агентство найбільшою мережею за кількістю глобальних клієнтів. З головним офісом у Нью-Йорку, Havas Worldwide є найбільшим підрозділом Havas (Euronext Paris SA: HAV.PA), п'ятою за величиною комунікаційною групою у світі, після Omnicom, WPP, Interpublic та Publicis.

## Історія компанії
У 1970 році Бернар Ру та Жак Сегела заснували агентство під назвою Roux Séguéla. У 1972 році до Roux Séguéla приєднався Ален Кайзак, і компанія стала Roux Séguéla Cayzac.
У 1975 році Havas Conseil було реорганізовано в холдингову компанію Eurocom.
У 1976 році Roux Séguéla Cayzac об'єдналася з Жан-Мішель Гудар для створення RSCG; кожна літера в RSCG відповідає імені кожного з їх засновників: Ру, Сегела, Кайзак і Гудар.
У 1991 році Eurocom S.A. придбала RSCG, утворивши Euro RSCG. У 1997 році Euro RSCG Worldwide перенесла свій головний офіс з Парижа до Нью-Йорка; американський виконавчий директор Боб Шметтерер був призначений головою правління та генеральним директором.
У 2001 році компанія придбала міноритарну частку в британській фінансовій PR-фірмі The Maitland Consultancy.
У 2012 році, після придбання компанією з Парижа, Франція, рекламною та публічною компанією Havas, фірма була перейменована на Havas Worldwide. У березні 2022 року Havas оголосила про придбання Front Networks, незалежного креативного агентства, що спеціалізується на соціальному та цифровому маркетингу в Китаї.

## Керівництво
У 2014 році голова групи Havas Yannick Bolloré також став глобальним генеральним директором Havas, а Ендрю Беннет був призначений глобальним генеральним директором Havas Worldwide.
Попередній генеральний директор Девід Джонс був призначений генеральним директором компанії, тоді названої Euro RSCG Worldwide, у 2005 році. Він також став глобальним генеральним директором материнської компанії Havas у 2011 році.
Mercedes Erra (Виконавчий директор, Havas) є виконавчим президентом Havas Worldwide і відома завдяки кампанії компанії Evian "Roller Babies", яка отримала велику увагу та згадку в Guinness Book of World Records за отримання понад 75 мільйонів переглядів.

## Ключові клієнти
Havas Worldwide працює з 78 зі 100 найбільших глобальних рекламодавців, включаючи Camel Cigarettes, Natural American Spirit, Grizzly Snuff, Vuse, Air France, Citigroup, Danone Group, IBM, Lacoste, LVMH, Merck, Mondelēz International, Pernod Ricard, Reckitt Benckiser, Sanofi, The Humane Society of the United States, та Unilever.